# 狩矢荘助
狩矢 荘助（かりや そうすけ）は、山村美紗の推理小説に登場する架空の警察官。

## 人物
階級は警部。所属は京都府警察本部刑事部捜査一課。よくコンビを組むのは橋口大吾警部補。
家族構成は原作とドラマによって異なる。原作の『名探偵キャサリン』シリーズにおいては独身設定と見られ、それを強調する場面もある。ドラマ『狩矢父娘シリーズ』『狩矢警部シリーズ』内での設定では妻・澄江と長女・和美が存在している。
従来は脇役であったが、近年は狩矢を主役にしたシリーズも制作されている。また映像化されることの多い山村美紗の作品のほとんどに登場する警察官であるため、狩矢警部を演じたことのある俳優は数多い。なお、一番回数が多いのは若林豪（50回以上）で、山村美紗本人が狩矢のモデルとして若林をイメージしたと証言している。
普段は落ち着いた言動だが激しやすく、卑劣な犯人に対して突然感情を昂ぶらせることもあった。犯人に対しては憐れみを込めた表情を見せることもあるが、「あんた」呼びして敬語を使わなくなるなど言い逃れはできないという態度をとる。刑事としての能力は高く、主人公として描かれる場合は最初から犯人の目星を付け、アリバイトリックを看破するなど活躍を見せる。しかし犯人のトリックに気づけず、濡れ衣を着せられた無実の人間を頭から犯人と決めつけて難詰するという醜態をさらしたこともある（狩矢のせいというわけではないが、その結果、無実の人間が真犯人を殺害するという復讐殺人が起こってしまった）。
最後の登場は『在原業平殺人事件』。山村の遺作であり、10章以降を引き継いだ西村京太郎の手によって完成させられた。そちらでは随所に主人公の前に現れては情報交換を行い、推理の手助けをするという役回りだった。

## 狩矢警部を演じた主な俳優
- 井上孝雄
  - 京都大原殺人事件（1985年5月4日）
- 梅宮辰夫
  - 京都マネーゲーム殺人事件（1989年4月29日）
- 榎木孝明
  - 看護師・戸田鮎子の推理カルテ
    - 第1作「京都奥嵯峨・殺意のナースコール!! 名探偵白衣の天使!!」（2012年7月11日）
    - 第2作「京都・代理母出産の死角」（2013年10月30日）
- 小野寺昭
  - 花の京都・美人姉妹の推理
    - 第1作「向日葵は死のメッセージ」（1997年7月12日）
    - 第2作「満開の桜の下に夫と愛人の死体が…」（1998年5月23日）
    - 第3作「京都・茶道家元連続殺人」（1999年4月17日）
- 神田正輝
  - 京都紫野殺人事件（1994年2月18日）
- 黒沢年雄
  - 京都再婚旅行殺人事件（1988年5月7日）
- 坂上二郎
  - 燃えた花嫁（1983年9月10日）
  - 京都化野殺人事件（1987年3月7日）
- 柴田善行
  - ニュースキャスター沢木麻沙子
    - 第1作「京都・出雲殺人事件」（1998年11月6日）
- 田村亮
  - 愛の摩周湖殺人事件（1998年2月7日）
  - 燃えた花嫁（1999年1月23日）
  - 京都・在原業平殺人事件（1999年2月27日）
  - 狩矢父娘シリーズ
    - 第1作「京都貴船川殺人事件」（2000年10月28日）
    - 第2作「京都～札幌雪まつり連続殺人」（2002年3月30日）
    - 第3作「京都紅葉寺殺人事件」（2002年11月23日）
    - 第4作「京都祇園殺人事件」（2003年6月14日）
    - 第5作「京都祇園祭り殺人事件」（2004年8月14日）
    - 第6作「花の棺」（2005年4月2日）
    - 第7作「京都花の艶殺人事件」（2006年4月8日）
    - 第8作「京都花見小路殺人事件」（2007年4月7日）
    - 第9作「京料理殺人事件」（2008年5月24日）
    - 第10作「京都お茶会殺人事件」（2009年5月2日）
    - 第11作「京都・美人女優連続殺人事件」（2010年4月24日）
    - 第12作「京都・竜の寺密室殺人」（2011年2月5日）
    - 第13作「京都・嵯峨野トロッコ列車殺人事件!」（2011年10月22日）
    - 第14作「京都・華やかな密室殺人事件!」（2012年10月6日）
    - 第15作「京都グルメツアー殺人事件!」（2013年10月5日）
    - 第16作「京都・嵐山～鵜飼い殺人事件!」（2014年8月30日）
    - 第17作「京都・開運ツアー殺人事件! 美しい絵葉書に隠されたドロドロのダイイングメッセージ!? 犯人が触ると逆巻になる朝顔のツルの謎」（2016年1月30日）
    - 第18作「京都～神戸プロポーズ殺人事件!」（2017年3月23日）
    - 第19作「京都・どうぶつツアー殺人事件」（2017年9月24日）
    - 第20作「京都俳句ツアー殺人事件!」（2020年2月23日）
- 夏夕介
  - 京都・バリ島婚約旅行殺人事件（1990年9月25日）
  - 花嫁は容疑者（1991年9月10日）
- 西岡徳馬
  - 名探偵キャサリン
    - 第1作「ヘアデザイナー殺人事件」（1996年4月22日）
    - 第2作「小京都・郡上八幡殺人事件」（1996年10月14日）
    - 第3作「花の棺」（1997年4月7日）
    - 第4作「清少納言殺人事件」（1998年1月5日）
    - 第5作「胡蝶蘭殺人事件」（1998年6月1日）
    - 第6作「ブラックオパール殺人事件」（1998年11月30日）
    - 第7作「エジプト女王の棺」（1999年3月22日）
    - 第8作「南十字星殺人事件」（1999年10月4日）
    - 第9作「シドニー・メルボルン殺人事件」（2000年9月18日）
    - 第10作「呪われたルビーの謎」（2001年6月4日）
    - 第11作「殺人のイリュージョン」（2002年6月3日）
    - 第12作「坂本龍馬殺人事件」（2002年11月18日）
    - 第13作「京都・宇治川殺人事件」（2003年11月10日）
    - 第14作「旅芸人一座殺人事件」（2004年8月2日）
    - 第15作「名探偵・キャサリンVS十津川警部」（2006年8月7日）

  - 十津川警部シリーズ
    - 第14作「海を渡った愛と殺意」（1997年12月29日）
- 橋爪淳
  - 京都・金沢殺人事件（1998年4月20日）
- 藤田まこと
  - 京都殺人案内
    - 第1作「花の棺」（1979年4月21日）
- 船越英一郎
  - 舞妓さんは名探偵!（1999年4月15日 - 6月17日）
  - 京都グルメ旅行殺人事件（2002年2月13日）
  - 京都新婚旅行殺人事件（2002年7月30日）
  - 税関検査官・今井陽子（2003年2月19日）
  - 京都離婚旅行殺人事件（2003年6月4日）
  - 狩矢警部シリーズ
    - 第1作「京都華道家元殺人事件」（2005年10月24日）
    - 第2作「京都弓道殺人事件」（2006年5月1日）
    - 特別編「京舞妓VS狩矢警部」（2006年12月25日）
    - 第3作「京都茶道三姉妹殺人事件」（2007年7月9日）
    - 第4作「京都阿修羅王殺人事件」（2008年4月14日）
    - 第5作「京舞妓殺人事件」（2009年1月26日）
    - 第6作「燃えた花嫁」（2009年2月2日）
    - 第7作「小野小町殺人事件」（2009年11月2日）
    - 第8作「京都西大路通り殺人事件」（2010年5月17日）
    - 第9作「坂本龍馬殺人事件」（2010年11月15日）
    - 第10作「千利休・謎の殺人事件」（2011年7月4日）
    - 第11作「京都舞踊襲名殺人事件」（2012年3月19日）
    - 第12作「京都香道殺人事件」（2012年11月19日）
    - 第13作「京都人形浄瑠璃殺人事件」（2014年3月3日）
    - 第14作「京都ベリーダンス殺人事件」（2014年12月22日）
    - 第15作「京都タペストリー殺人事件」（2015年12月7日）
- 本田博太郎
  - ニュースキャスター沢木麻沙子
    - 第1作「京都・出雲殺人事件」（1998年11月6日）
    - 第2作「京都・博多殺人事件」（1999年10月15日）
    - 第3作「京都・高知殺人事件」（2000年12月15日）
    - 第4作「京都・加賀殺人事件」（2001年9月21日）
    - 第5作「京都・別府殺人事件」（2002年11月15日）
- 松方弘樹
  - 山村美紗サスペンス（1986年10月6日 - 11月24日）
  - 石楠花の咲く寺（1987年11月30日）
  - 京都の祭りで人が死ぬ・鞍馬の火祭（1988年10月10日）
  - 曲水の宴・華やかな殺意（1988年11月14日）
  - 伏見初うま殺人事件（1990年4月16日）
- 山城新伍
  - 京都離婚旅行殺人事件（1987年5月9日）
  - 京都神戸殺人事件（1988年7月9日）
  - 京都二年坂殺人事件（1990年11月17日）
  - 町村佐知子シリーズ
    - 第1作「京都西陣殺人事件」（1988年11月26日）
- 横内正
  - 京都不倫旅行殺人事件（1986年11月1日）
  - 舞妓さんは名探偵
    - 第1作「京都花見小路殺人事件」（1988年10月18日）
    - 第2作「京舞妓殺人事件」（1989年8月1日）
    - 第3作「京都東山殺人事件」（1990年4月24日）

  - 京都グルメ旅行殺人事件（1989年9月15日）
  - 京都三船祭り殺人事件（1991年11月22日）
  - 愛の立待岬（1993年4月10日）
  - 不倫調査員・由美の推理（1995年10月23日）
  - 京都祇園芸妓シリーズ
    - 第1作「京都紫式部殺人事件」（1996年3月15日）
    - 第2作「京都恋人形殺人事件」（1997年3月7日）
    - 第3作「京都祇園八坂をどり殺人事件」（1997年10月24日）
    - 第4作「京都妖しの女能面殺人事件」（1998年4月10日）
    - 第7作「月下美人殺人事件」（2000年12月22日）
    - 第8作「小野小町殺人事件」（2001年11月9日）

  - 京都一条戻り橋殺人事件（1996年7月12日）
  - 検視官江夏冬子
    - 第1作「京都清水坂殺人事件」（1997年6月30日）
    - 第2作「京都冬化粧殺人事件」（1998年2月2日）
    - 第3作「京都奥嵯峨殺人絵巻」（1998年8月31日）
    - 第5作「京都慕い雛殺人事件」（2000年3月6日）
    - 第6作「京都女人伝説殺人事件」（2001年8月20日）

  - 京都女優シリーズ
    - 第1作「京都夜の祇園姉妹殺人事件」（1999年1月22日）
    - 第3作「京都怪奇伝説殺人事件」（2001年6月15日）
    - 第4作「妖しの清少納言殺人事件」（2002年6月7日）
    - 第5作「流れ橋殺人事件」（2003年3月28日）
    - 第6作「大奥殺人事件」（2003年8月15日）
    - 第7作「新選組殺人事件」（2004年7月16日）

  - 新・京都祇園芸妓シリーズ
    - 第1作「都おどり殺人事件」（2003年11月28日）
    - 第2作「京都百人一首殺人事件」（2004年11月5日）
- 吉田栄作
  - 作家探偵・山村美紗
    - 第1作「京都・東山 密室トリック殺人事件」（2012年4月18日）
    - 第2作「京都紅葉寺殺人事件 〜秋の七草の秘密〜」（2012年12月19日）
    - 第3作「京都・舞妓殺人 死者からの招待状」（2013年11月6日）
- 竜雷太
  - 京都お見合いツアー殺人事件
    - 第1作「死の切り文字が祇園に舞う!」（1997年11月1日）
    - 第2作「東山－洛北－嵯峨野、恐怖のバスジャック!!」（1998年6月6日）
- 若林豪
  - 町村佐知子シリーズ
    - 第2作「京都茶道家元殺人事件」（1989年10月14日）
    - 第3作「京都十條家の惨劇」（1990年8月4日）
    - 第4作「京都恋供養殺人事件」（1991年4月13日）

  - 京都琵琶湖別荘殺人事件（1990年5月5日）
  - 京都島原殺人事件（1990年12月1日）
  - 京都・天の橋立殺人事件（1992年1月25日）
  - 推理小説作家・沢木麻沙子
    - 第1作「京都・博多殺人事件」（1992年9月26日）
    - 第2作「京都・浜名湖殺人事件」（1993年8月14日）
    - 第3作「京都・徳島 平家伝説殺人ツアー」（1993年12月22日）
    - 第4作「京都・グアムミステリーツアー」（1995年4月1日）

  - 赤い霊柩車シリーズ
    - 第1作「京都豪邸密室殺人の謎」（1992年3月6日）
    - 第2作「黒衣の結婚式」（1993年6月4日）
    - 第3作「消えた配偶者」（1994年7月15日）
    - 第4作「二つの墓標」（1995年3月17日）
    - 第5作「華やかな誤算」（1996年1月26日）
    - 第6作「婚約者は死者」（1996年10月18日）
    - 第7作「双子の棺」（1997年4月11日）
    - 第8作「燃える棺」（1997年12月26日）
    - 第9作「大江山鬼伝説殺人事件」（1998年10月2日）
    - 第10作「女相続人 死を呼ぶダイヤ」（1998年12月25日）
    - 第11作「棺の中の花嫁」（1999年10月22日）
    - 第12作「二度死んだ死体」（2000年4月28日）
    - 第14作「完全犯罪を狙った女」（2001年10月12日）
    - 第15作「偽りの葬儀」（2002年4月5日）
    - 第16作「疑惑の嫉妬殺人」（2002年10月4日）
    - 第17作「毎月の脅迫者」（2003年6月13日）
    - 第18作「危険な落とし穴」（2003年10月10日）
    - 第19作「見知らぬ招待客」（2004年10月8日）
    - 第20作「血の鎮魂歌」（2005年10月14日）
    - 第21作「灰色の容疑者」（2006年10月6日）
    - 第22作「代理妻殺人事件」（2007年10月5日）
    - 第23作「聰明な殺意」（2008年10月10日）
    - 第24作「死者からの贈り物」（2009年6月5日）
    - 第25作「呪いの絵馬」（2010年4月2日）
    - 第26作「黒い同窓会」（2010年10月1日）
    - 第27作「魔女の囁き」（2011年4月8日）
    - 第28作「漆黒の記憶」（2011年10月7日）
    - 第29作「慟哭の再会」（2012年4月13日）
    - 第30作「龍野武者行列殺人事件」（2012年9月28日・10月5日）
    - 第31作「追憶の彼岸花」（2013年4月19日）
    - 第32作「羅刹の三姉妹」（2013年11月22日）
    - 第33作「卒都婆小町が死んだ」（2014年4月18日）
    - 第34作「偽りの代償」（2014年10月24日）
    - 第35作「黒の審判」（2015年6月26日）
    - 第36作「惻隠の誤算」（2016年3月25日）
    - 第37作「猫を抱いた死体」（2018年11月16日）
    - 第38作「結婚ゲーム」（2020年4月3日）
    - 第39作「弔の京人形」（2023年3月17日）

  - 京都－飛鳥路の旅殺人事件（1992年11月14日）
  - 京都花の艶殺人事件（1993年1月29日）
  - 京都ミス映画村殺人事件（1993年11月5日）
  - 京都百人一首殺人事件（1995年1月13日）
  - 京都竜の寺殺人事件（1995年9月22日）
  - 京都祇園芸妓シリーズ
    - 第5作「茶の湯家元殺人事件」（1999年4月2日）
    - 第6作「京絵皿殺人事件」（2000年6月23日）

  - 検視官江夏冬子
    - 第4作「京都宵山殺人事件」（1999年9月13日）

  - 京都女優シリーズ
    - 第2作「京都・呪いの十二単衣殺人事件」（2000年2月4日）

  - 京都再婚旅行殺人事件（2005年1月6日）